# Wirada
Wirada là một chi nhện trong họ Theridiidae.

## Hình ảnh